# 胡春華
胡 春華（こ しゅんか、フー・チュンホア、1963年4月1日 - ）は、中華人民共和国の政治家。元国務院副総理（序列は4人中3位）。第18期・第19期中国共産党中央政治局委員、内モンゴル自治区党委書記を経て、2012-2017年中国共産党広東省委員会書記。中国共産主義青年団（共青団）中央書記処第一書記などを務めた。

## 来歴
胡春華は、1963年4月に湖北省五峰県馬岩墩村の農家に生まれる。初め王春華と名付けられ、後に姓を胡に改めたともされる。
1979年に五峰県の全国普通高等学校招生入学考試で全県文科首席（高考状元）となり、16歳で北京大学文学部（中文系）に入学し、1983年には最年少の学生でありながら非常に成績優秀だったことから卒業生総代に選ばれて人民大会堂での演説で「多民族国家である中国では漢民族だけでなく、少数民族の地域も近代化してこそ中国の近代化が達成される」と述べ、その後は共青団チベット自治区委員会組織部を皮切りに、2006年まで一貫してチベットの業務に携わってきた。共青団チベット自治区委員会副書記時代の自治区書記、96年から中央党校に学んだ際の校長がいずれも後に総書記（第4代最高指導者）になる胡錦濤であり、理工系出身のテクノクラートゆえに胡春華の古典に関する知識を高く買った胡錦涛の寵愛を受けて「小胡錦涛」と呼ばれるようになる。
2008年4月1日、新華社通信が胡春華の河北省党委員会副書記就任を報じた。その後、後出の孫政才より5ヶ月年長の胡春華は、2009年1月に河北省省長に当選した際、「最年少の省長」と呼ばれた。
2009年11月、内モンゴル自治区の党委員会書記に抜擢された。GDPを重視した前任の儲波の路線による急激な経済成長で貧富の格差が生じていた内モンゴルの貧困対策やモンゴル族との融和も図る治安対策にも取り組み、その手腕を評価され、吉林省党委員会書記に抜擢された同い年の孫政才とともに未来世代のホープとされた。
2012年11月15日、第18回党大会後の中央委員会で、49歳で中央政治局委員に選ばれた。
翌12月、汪洋の後任として、中国共産党広東省委員会書記に任命された。
2018年3月、第12期全国人民代表大会で国務院副総理に選ばれた。
2022年10月に第20回党大会が開催されるまでは次期国務院総理の有力候補とも見做されていたため、同大会で中央政治局委員から降格となったことは驚きを持って受け止められ、第20回党大会の閉会式で胡錦濤が途中退席する一因になったとされている。